# Oconto (Wisconsin)
Oconto ist eine Stadt und Verwaltungssitz des Oconto County im Nordosten des US-amerikanischen Bundesstaates Wisconsin. Mit 4.513 Einwohnern (Stand 2010) ist Oconto die größte Stadt im County.

## Geographie
Oconto liegt auf 44°53' nördlicher Breite und 87°52' westlicher Länge, erstreckt sich über 19,1 km² (17,8 km² davon Landfläche) auf einer Höhe von 179 Meter über dem Meeresspiegel. Die Stadt liegt an der Mündung des Oconto River in die Bay of Green Bay im Michigansee.
Im Stadtzentrum mündet der von Westen in die Stadt kommende Wisconsin Highway 22 auf den in Nord-Süd-Richtung durch die Stadt führenden U.S. Highway 41. Die Umgehungsstraße der Stadt ist auch Teil des U.S. Highway 41.
Die Stadt ist an das Streckennetz der Canadian National angebunden.
Der Austin Straubel International Airport liegt 50 Kilometer westlich der Stadt.
Die nächstgelegenen größeren Städte sind 
Marinette (ca. 35 km nordöstlich), Sturgeon Bay (ca. 50 km östlich am gegenüberliegenden Ufer der Green Bay) und Green Bay (ca. 50 km südlich). Madison, die Hauptstadt des Bundesstaates liegt ca. 260 km südwestlich und Chicago, die nächste Millionenstadt, ca. 360 km südlich.

## Demografische Daten
Bei der Volkszählung im Jahre 2000 wurde eine Einwohnerzahl von 4708 ermittelt. Diese verteilten sich auf 1870 Haushalte in 1221 Familien. Die Bevölkerungsdichte lag bei 263,8 Einwohnern pro Quadratkilometer. Es gab 2040 Wohngebäude, was einer Bebauungsdichte von 114,3 Gebäuden je Quadratkilometer entsprach.
Die Bevölkerung bestand im Jahre 2000 aus 97,8 Prozent Weißen, 0,8 Prozent Indianern, 0,2 Prozent Asiaten und 0,3 Prozent anderen. 0,9 Prozent gaben an, von mindestens zwei dieser Gruppen abzustammen. 0,8 Prozent der Bevölkerung bestand aus Hispanics, die verschiedenen der genannten Gruppen angehörten. 
25,8 Prozent waren unter 18 Jahren, 8,7 Prozent zwischen 18 und 24, 27,9 Prozent von 25 bis 44, 20,9 Prozent von 45 bis 64 und 16,7 Prozent 65 und älter. Das mittlere Alter lag bei 37 Jahren. Auf 100 Frauen kamen statistisch 92,2 Männer, bei den über 18-Jährigen 89,0.
Das mittlere Einkommen pro Haushalt betrug 34589 US-Dollar (USD), das mittlere Familieneinkommen 43676 USD. Das mittlere Einkommen der Männer lag bei 27455 USD, das der Frauen bei 22083 USD. Das Prokopfeinkommen belief sich auf 20717 USD. Rund 5,2 Prozent der Familien und 8,8 Prozent der Gesamtbevölkerung lagen mit ihrem Einkommen unter der Armutsgrenze.

## Persönlichkeiten
- Edward Scofield (1842–1925), Politiker, 19. Gouverneur von Wisconsin,
- David G. Classon (1870–1930), Politiker, Abgeordneter für Wisconsin im US-Repräsentantenhaus.